# Shakerato

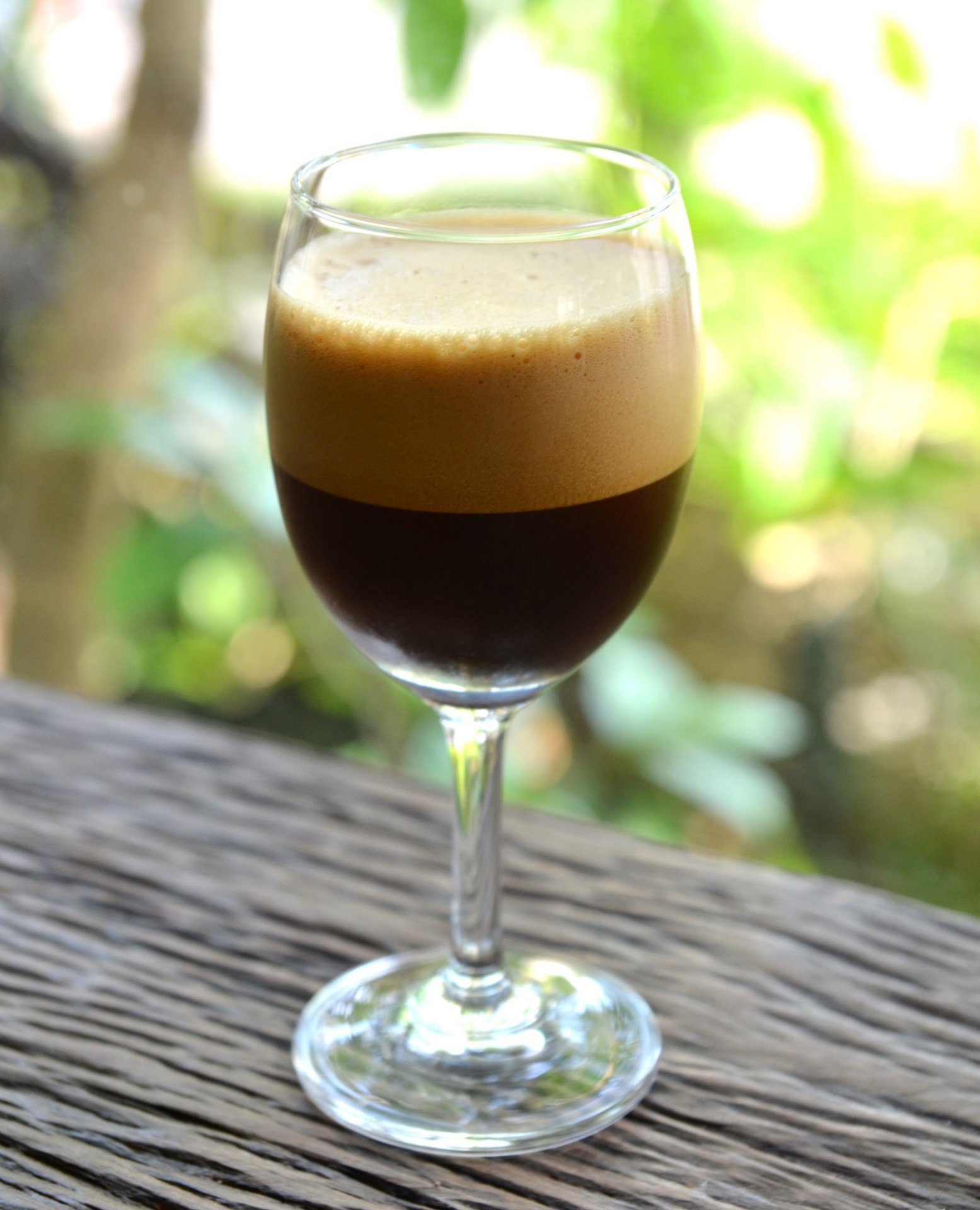
Shakerato

Shakerato is een Italiaanse koffiedrank op basis van espresso en fijne ijsklontjes, vaak met suiker of siroop en soms met sterke drank zoals Amaretto of Baileys. Het is in Italië een populaire en op veel plaatsen verkrijgbare drank. 
De drank wordt gemaakt door de ingrediënten in een cocktailshaker te schudden. Zodra de gewenste dikte is bereikt wordt het in een (Martini)glas geschonken. Het is de bedoeling dat er een soort schuimlaag ontstaat.